# Conny Malmqvist
Conny Carl-Axel Malmqvist, född 27 mars 1957 i Limhamn, Skåne, är en svensk kompositör.
Malmqvist har alltsedan 1998 komponerat, spelat in och producerat filmmusik till flera stora film- och TV-produktioner.
- "Maria och skuggan" Fredric Ollerstam (2013)
- "Strippan" Stefan Berg (2012)
- "Big Boys Gone Bananas" Fredrik Gertten (2011)
- "Ola Svensson Superstar" Stefan Berg (2010)
- "Burma VJ – Reporting from a Closed Country"" Anders Østergaard (2008)
- "Leslie - Killen Som Kommer Att Glänsa" Stefan Berg (2008)
- "Rosa drömmar svarta hål" Malin Fors (2008)
- "Tro, hopp och rånare" Stefan Berg (2007)
- "Thin Ice" Håkan Bertas (2006)
- "Lovisa och Carl Michael" Leif Magnusson  (2005)
- "Doxa" Leif Magnusson (2005)
- ”Bakom portarna” – en animerad kortfilm [Maria Borgström].[2003]
- ”Bye, bye Malmö” - en dokumentär om Kockumskranen Fredrik Gertten (2003)
- ”Vägen tillbaka – Blådårar 2” Fredrik Gertten, Magnus Gertten och Stefan Berg [2002]
- ”Villospår” Leif Magnusson [2001]
- ”Gå på vatten” Lars Westman & Fredrik Gertten [2000]
- ”The Great Bridge ”- en kortfilm av Lars Westman & Fredrik Gertten, (2000)
- ”30 år har gått kamrat” Lars Westman (2000).
- ”Vägen ut” Daniel Lind Lagerlöf [1999]
- ”Hela härligheten” Leif Magnusson [1998]
- ”Kvinnan i det låsta rummet” Leif Magnusson (1998) (Musiken är utgiven på CD)